# Italophlebia
L'italoflebia (gen. Italophlebia) è un insetto estinto appartenente alle libellule. Visse nel Triassico superiore (Norico, circa 210 milioni di anni fa) e i suoi resti fossili sono stati ritrovati in Italia.

## Descrizione
L'aspetto di questo insetto era pressoché identico a quello delle libellule attuali. Il corpo era lungo circa 5 centimetri, gli occhi composti erano separati ma la testa non era allungata in senso trasversale. L'apertura alare era di circa 7 centimetri. Di Italophlebia si conoscono due specie: Italophlebia gervasuttii, la specie tipo, e I. paganoniae, distinta dalla precedente principalmente per caratteristiche delle ali anteriori, più strette. 

## Classificazione
Descritta per la prima volta nel 1986, Italophlebia gervasuttii fu considerata un rappresentante arcaico delle libellule note come Zygoptera Hemiphlebioidea, rappresentate attualmente da una specie australiana (Hemiphlebia mirabilis). Successive ricerche (Bechly, 1997) hanno permesso di riconoscere una nuova specie (I. paganoniae) tra gli esemplari descritti in precedenza, ed è stata operata anche una riclassificazione del genere: attualmente Italophlebia è considerata una rappresentante del gruppo Isophlebioptera, sulla base di caratteristiche delle nervature delle ali. 

## Significato dei fossili
I fossili ben conservati di Italophlebia sono stati ritrovati nella formazione Argillite di Riva di Solto, affiorante nella provincia di Bergamo, e sono importanti principalmente perché i fossili di insetti triassici sono molto rari. La presenza di libellule in questo giacimento indica che l'antico mare Tetide (che 210 milioni di anni fa ricopriva l'Italia settentrionale) presentava isolette con corsi d'acqua dolce, indispensabili per la deposizione delle uova delle libellule.